# Фредерика (Ајова)
Фредерика (енгл. Frederika) град је у америчкој савезној држави Ајова. По попису становништва из 2010. у њему је живело 183 становника.

## Демографија
Према попису становништва из 2010. у граду је живело 183 становника, што је -16 (-8.0%) становника више него 2000. године.
| Група             | 2000.       | 2010.       |
| Белци             | 197 (99,0%) | 180 (98,4%) |
| Афроамериканци    | 0 (0,0%)    | 0 (0,0%)    |
| Азијати           | 0 (0,0%)    | 2 (1,1%)    |
| Хиспаноамериканци | 2 (1,0%)    | 0 (0,0%)    |
| Укупно            | 199         | 183         |